# Linnea Hedin
Linnea Hedin, född 24 januari 1995 i Stockholm, är en svensk ishockeyspelare som spelar för AIK i SDHL
Linnea Hedin inledde sin karriär i Huddinge IK som 5-åring och har hittills under sin karriär tagit tre SM-guld i ishockey, två med Segeltorps IF och ett med AIK. Åren 2014-2018 spelad hon i den amerikanska collegeligan i Minnesota Duluth Bulldogs. Hedin har fram till och med säsongen 2019/2020 spelat 65 A-landskamper för Sverige.

## Meriter
- Riksserien 2009/2010: SM-guld med Segeltorps IF
- Riksserien 2010/2011: SM-guld med Segeltorps IF
- Riksserien 2012/2013: SM-guld med AIK
- VM 2013: 7:a, Ottawa, Kanada

## Klubbar
- Huddinge IK (moderklubb)
- Segeltorps IF 2009-2012
- AIK 2012-2014, 2018-
- Minnesota Duluth Bulldogs, 2014-2018